# Peng Xiaomin
Peng Xiaomin est un joueur d'échecs chinois né le 8 avril 1973.

## Biographie et carrière
Grand maître international depuis 1997, Peng Xiaomin remporta le championnat de Chine en 1998.
Peng Xiaomin représenta la Chine lors des championnats du monde de 1997-1998 (éliminé au premier tour), 1999 (vainqueur de Sadvakassov au premier tour) et 2000 (vainqueur de Utut Adianto au deuxième tour et éliminé par Peter Svidler au troisième tour).
Peng Xiaomin a joué dans l'équipe de Chine lors de quatre olympiades de 1994 à 2000. Lors de l'olympiade d'échecs de 1998, Peng Xiaomin, qui jouait au premier échiquier, marqua la moitié des points et l'équipe de Chine finit cinquième de l'olympiade.